# Carl Jukel
Carl Jukel (21. ledna 1865 Vídeň – 20. srpna 1931 Schönau an der Triesting) byl rakouský křesťansko sociální politik, na počátku 20. století poslanec Říšské rady, v poválečném období poslanec rakouské Národní rady a člen Spolkové rady, krátce i státní tajemník (ministr) dopravy Německého Rakouska.

## Biografie

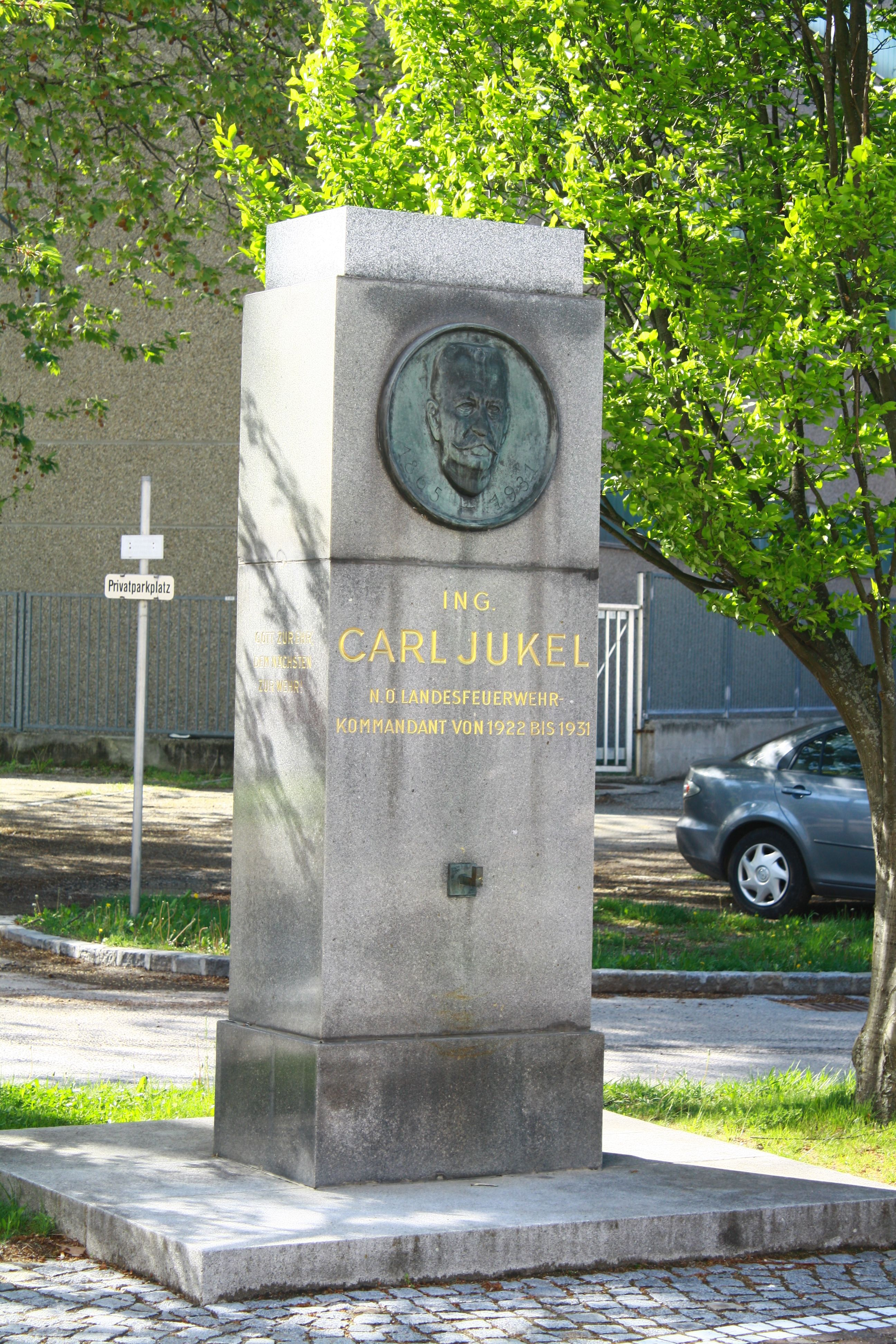
Pomník Carla Jukela u kostela v Schönau.

Vychodil národní školu, reálnou školu a zemědělský ústav v Mödlingu. Po jedenáct let pak působil jako správce statku v Dolních Rakousích. Potom byl majitelem zemědělského hospodářství v Schönau an der Triesting. Byl též činný jako hostinský. Angažoval se v Křesťansko sociální straně Rakouska. Od roku 1900 byl obecním radním a v období let 1906–1918 starostou Schönau an der Triesting. V letech 1902–1931 byl poslancem Dolnorakouského zemského sněmu a zároveň v letech 1921–1931 jeho předsedou. Působil jako náměstek předsedy okresní školní rady v Badenu.
Na počátku 20. století se zapojil i do celostátní politiky. Ve volbách do Říšské rady roku 1907, konaných poprvé podle všeobecného a rovného volebního práva, získal mandát v Říšské radě (celostátní zákonodárný sbor) za obvod Dolní Rakousy 49. Usedl do poslanecké frakce Křesťansko-sociální sjednocení. Mandát obhájil za týž obvod i ve volbách do Říšské rady roku 1911 a byl členem klubu Křesťansko-sociální klub německých poslanců. Ve vídeňském parlamentu setrval až do zániku monarchie. Byl zároveň v letech 1911–1918 místopředsedou Poslanecké sněmovny Říšské rady. Profesně byl k roku 1911 uváděn jako místopředseda sněmovny, zemský poslanec, starosta a hospodář.
Po válce zasedal v letech 1918–1919 jako poslanec Provizorního národního shromáždění Německého Rakouska (Provisorische Nationalversammlung). Zároveň měl i vládní post. Od 30. října 1918 do 15. března 1919 byl státním tajemníkem (ministrem) dopravy Německého Rakouska v první vládě Karla Rennera. Ve vládní funkci organizoval rozvoj veřejné dopravy v poválečném Rakousku. Od 1. prosince 1920 do 20. května 1927 byl poslancem Spolkové rady (horní komora rakouského parlamentu).